# Cantone di La Verpillière
Il Cantone di La Verpillière è una divisione amministrativa dell'arrondissement di La Tour-du-Pin e dell'arrondissement di Vienne.
A seguito della riforma approvata con decreto del 18 febbraio 2014, che ha avuto attuazione dopo le elezioni dipartimentali del 2015, è passato da 7 a 16 comuni.

## Composizione
I 7 comuni facenti parte prima della riforma del 2014 erano:
- Bonnefamille
- Chèzeneuve
- Four
- Roche
- Saint-Quentin-Fallavier
- Satolas-et-Bonce
- La Verpillière

Dal 2015 i comuni appartenenti al cantone sono i seguenti 16:
- Artas
- Bonnefamille
- Chamagnieu
- Charantonnay
- Diémoz
- Frontonas
- Grenay
- Heyrieux
- Oytier-Saint-Oblas
- Roche
- Saint-Georges-d'Espéranche
- Saint-Just-Chaleyssin
- Saint-Quentin-Fallavier
- Satolas-et-Bonce
- Valencin
- La Verpillière